# L'Enfance d'Iznogoud
L'Enfance d'Iznogoud est le quinzième album de la série de bande dessinée Iznogoud, et a été publié en 1981. Il s'agit du premier album de la série non-scénarisé par René Goscinny, après sa mort en 1977. Jean Tabary, en plus des dessins, s'occupe donc désormais du scénario. Cet album est aussi réputé pour être le plus long épisode de la série jusqu'à ce jour, vu qu'il comporte 46 planches (les autres grandes aventures d'Iznogoud en comporteront 44).

## Synopsis
Iznogoud décide de retourner au temps de son enfance afin de tuer Haroun el Poussah avant que celui-ci ne devienne calife, pensant qu'il est plus facile de se débarrasser d'un enfant que d'un adulte.

## Publication
- Glénat (1981)  (ISBN 2-7234-0234-7)
- J'ai lu (Collection BD) (1987)  (ISBN 2-277-33009-4)
- Tabary (1995)  (ISBN 2-904799-33-8)